# 241 TCN
241 TCN là một năm trong lịch La Mã. 